# Wood
Henrik Skov Jensen, bedre kendt som Wood (født 1966, Nørrebro) er en dansk rapper.
Wood startede med at rappe i 2005 sammen med Hype, A'typisk og Lukas Graham i rapgruppen MFS.
Henrik Skov Jensen blev i 2015 idømt 4½ års fængsel for at have været overordnet leder af en hashbod på Christiania og salg af 394 kg hash.

## Barndom
Wood er født på Østerbro, men flyttede sammen med sine forældre til Jacksonville i Florida. Han er nu bosat i Danmark igen.

## Diskografi
- Bandaniseret (2009, Kombi Records)
- Gadens Vilkår (2011, Kombi Records)